# Topografie Království českého
Topografie Království českého (v německém originále: Topographie des Königreiches Böhmen, starším pravopisem Topographie des Koenigreichs Boehmen) je šestnáctidílný topografický lexikon Českého království sestavený v letech 1785–1791. Autorem švabachem tištěného lexikonu je český piaristický kněz a historik Josef František Jaroslav Schaller.

## Charakteristika
Dílo je členěno do 17 svazků setříděných dle tehdejších krajů. Plný název díla zní „Topografie Království českého, v němž jsou uvedena všechna města, místa, panství, hrady, usedlosti, panský sídla, kláštery, vesnice, jakož i hrady a města zchátralá pod jejich jmény bývalými a současnými spolu s jejich zvláštnostmi“, německy „Topographie des Königreiches Böhmen, darinn alle Städte, Flecken, Herrschaften, Schlösser, Landgüter, Edelsitze, Klöster, Dörfer, wie auch verfallene Schlösser und Städte unter den ehemaligen und jetzigen Benennungen samt ihren Merkwürdigkeiten beschrieben werden“.